# Andreu Alfonsello
Andreu Alfonsello (Elna 1406 - ? 1488), fou un escriptor català en llengua llatina.

## Biografia[1]
Pertanyia a una familia de la noblesa menor d'Elna. Estudià a la Universitat de Bolonya, on es doctorà en lleis.
L'any 1446 prengué possessió de la mitra de Girona en nom de Joan Margarit i Pau, del qual fou vicari general. Fou secretari del capítol de Girona, i en redactà les actes, en les quals inserí notícies diverses, de gran interès historiogràfic (revolta catalana contra Joan II i qüestió dels remences).

## Obres
- Resolutiones Capituli Cathedralis Gerundensis